# 5065 Johnstone
5065 Johnstone è un asteroide della fascia principale. Scoperto nel 1990, presenta un'orbita caratterizzata da un semiasse maggiore pari a 2,5141547 UA e da un'eccentricità di 0,0478691, inclinata di 6,55058° rispetto all'eclittica.